# Базаревич, Людмила Сергеевна
Людмила Сергеевна Базаревич (урожд. Куканова) (род. 2 июля 1939 года) — советская баскетболистка. Заслуженный мастер спорта СССР (1964).

## Биография
Начинала заниматься баскетболом под руководством Виталия Михайловича Ярошевского. Выступала в московских баскетбольных клубах. Привлекалась в сборную Москвы. Игрок сборной СССР в 1960-70 годах.
Выпускница Московского областного педагогического института. Работает в ДЮСШ ДСО «Авангард» (среди воспитанниц — Галина Евгеньева, Ирина Осипова).

## Достижения
- чемпион мира (2) — 1964, 1967
- чемпион Европы (5) — 1962, 1964, 1966, 1968, 1970
- серебряный призёр Универсиады (1) — 1961
- чемпион СССР (1) — 1959
- бронзовый призёр чемпионата СССР (2) — 1962, 1963
- победитель Спартакиады народов СССР (1) — 1959
- бронзовый призёр Спартакиады народов СССР (1) — 1963
- победитель Всемирных игр ветеранов спорта — 1998
- чемпион мира среди ветеранов — 2003
- серебряный призёр чемпионата мира среди ветеранов — 2007
- чемпион Европы среди ветеранов — 2002

## Семья
Сын — баскетболист и тренер Сергей Базаревич (1965). Муж Валериан Базаревич (1935—2000) — фехтовальщик, заслуженный тренер России.